# 现任中国共产党河北省地级行政区委员会书记列表

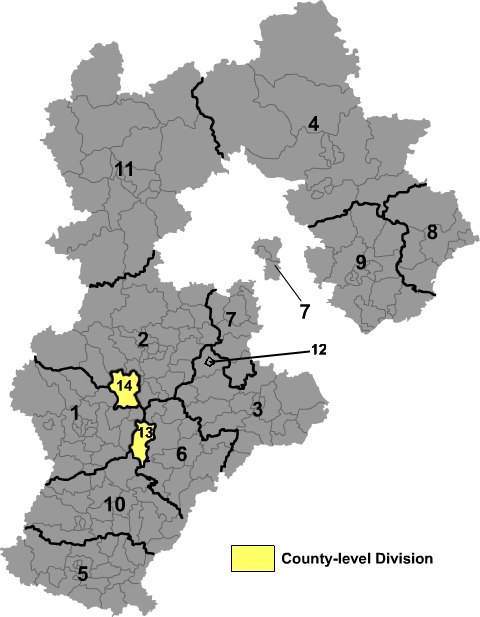
以河北省地級行政區來劃分，
具體請見：「河北省」條目，
「行政區劃」章節

本列表列出中国共产党河北省11個地級行政區委员会的現任书记。市委书记是一市政治建制內的实际最高负责人，被称为“一把手”。
现任地级行政区党委书记中，有1位是少数民族，其中1位是满族（王曦）；任职时间最长的是中国共产党保定市委员会书记党晓龙，自2020年5月12日起担任市委书记，迄今4年11个月；任职时间最短的是中国共产党邯郸市委员会书记李晋宇，自2023年11月18日起担任市委书记，迄今1年5个月。

## 地级市市委书记
| 中共地级市市委 （历任书记）               | 市委书记      | 上任日期 （任职时间）       | 出生年月            | 是否在 省委兼职 | 信息源 |
| ----------------------------------------- | ------------- | --------------------------- | ------------------- | --------------- | ------ |
| 中国共产党石家庄市委员会 （市委书记列表） | 张超超        | 2021年4月25日 （4年）       | 1967年12月 （57歲） | 是              | [ 1 ]  |
| 中国共产党唐山市委员会 （市委书记列表）   | 张成中        | 2024年11月12日 （5个月）    | 1970年10月 （54歲） | 是              | [ 2 ]  |
| 中国共产党秦皇岛市委员会 （市委书记列表） | 王曦 （满族） | 2021年6月29日 （3年9个月）  | 1971年1月 （54歲）  |                 | [ 3 ]  |
| 中国共产党邯郸市委员会 （市委书记列表）   | 李晋宇        | 2023年11月18日 （1年5个月） | 1969年8月 （55歲）  |                 | [ 4 ]  |
| 中国共产党邢台市委员会 （市委书记列表）   | 杨猛          | 2023年2月26日 （2年2个月）  | 1974年1月 （51歲）  |                 | [ 5 ]  |
| 中国共产党保定市委员会 （市委书记列表）   | 党晓龙        | 2020年5月12日 （4年11个月） | 1968年9月 （56歲）  |                 | [ 6 ]  |
| 中国共产党张家口市委员会 （市委书记列表） | 赵文锋        | 2022年7月30日 （2年8个月）  | 1970年7月 （54歲）  |                 | [ 7 ]  |
| 中国共产党承德市委员会 （市委书记列表）   | 柴宝良        | 2022年1月13日 （3年3个月）  | 1972年7月 （52歲）  |                 | [ 8 ]  |
| 中国共产党沧州市委员会 （市委书记列表）   | 张才          | 2025年3月20日 （1个月）     | 1969年1月 （56歲）  |                 | [ 9 ]  |
| 中国共产党廊坊市委员会 （市委书记列表）   | 李国勇        | 2023年7月23日 （1年9个月）  | 1966年9月 （58歲）  |                 | [ 10 ] |
| 中国共产党衡水市委员会 （市委书记列表）   | 吴晓华        | 2022年1月13日 （3年3个月）  | 1965年8月 （59歲）  |                 | [ 11 ] |